# Omloop der Vlaamse Gewesten
Der Omloop der Vlaamse Gewesten war ein Straßenrennen in Belgien und fand von 1928 bis 1972 statt. Es war ein Eintagesrennen für Berufsfahrer. Das Rennen führte durch die flämischen Provinzen Belgiens. Das Rennen wurde ab 1979 als Veranstaltung für Amateure und Junioren bis 2019 fortgesetzt.

## Palmarès
- 1928  Jules Van Hevel
- 1929 nicht ausgetragen
- 1930  Gérard Loncke
- 1931  Jef Demuysere
- 1932  Alfons Deloor
- 1933  Louis Hardiquest
- 1934  Louis Hardiquest
- 1935  Camille Van Iseghem
- 1936 nicht ausgetragen
- 1937  Karel Terdago
- 1938  Sylvain Grysolle
- 1939  Romain Maes
- 1940  Albert Hendrickx
- 1941  Karel Kaers
- 1942  Odiel Van Den Meersschaut
- 1943  Richard Kemps
- 1944  Rik Van Steenbergen
- 1945 nicht ausgetragen
- 1946  Albéric Schotte
- 1947  Achiel Buysse
- 1948  Albert Sercu
- 1949  André Declerck
- 1950  Ernest Sterckx
- 1951  Frans Sterckx
- 1952  Eugeen Van Roosbroeck
- 1953  René Mertens
- 1954  Alfons Vandenbrande
- 1955  Ludo Van Der Elst
- 1956  Roger Verplaetse
- 1957  Jozef Schils
- 1958  André Auquier
- 1959  Yvo Molenaers
- 1960  Jean Forestier
- 1961  André Vlayen
- 1962  Edgard Sorgeloos
- 1963  Rik Van Looy
- 1964  Gustaaf De Smet
- 1965  Roger Baguet
- 1966  Albert Van Vlierberghe
- 1967  Arthur De Cabooter
- 1968  Étienne Sonck
- 1969  Frans Verbeeck
- 1970  André Dierickx
- 1971 nicht ausgetragen
- 1972  Raphael Hooyberghs